# Stephen Jay Berg
Stephen Jay Berg (nacido el 3 de marzo de 1951) es un prelado estadounidense de la Iglesia católica que se ha desempeñado como obispo de la Diócesis de Pueblo en Colorado desde 2014.

## Biografía

### Primeros años y formación
Stephen Berg nació como el mayor de diez hijos de Connie y Jeanne Berg en Miles City, Montana.
Fue educado en las escuelas católicas locales y en 1969 se graduó de la escuela secundaria Sacred Heart en Miles City.  Obtuvo una licenciatura en música en ejecución de piano de la Universidad de Colorado Boulder y una maestría en música de la Universidad del Este de Nuevo México.  
Después de la universidad, enseñó música en Tarrant County College en Fort Worth, Texas. Más tarde trabajó en la gestión de una empresa de viveros en Georgia, California y Texas durante 14 años.
En 1993, inició estudios para el sacerdocio en el Seminario de la Asunción en San Antonio.  En 1999, recibió una maestría en teología en la Escuela Oblata de Teología también en San Antonio.

### Sacerdocio
El 15 de mayo de 1999, fue ordenado sacerdote de la Diócesis de Fort Worth por su tío, el obispo Joseph Charron.
Después de su ordenación en 1999, comenzó a servir como vicario parroquial en la parroquia de St. Michael en Bedford, Texas.  En 2001 se convirtió en vicario parroquial en la Iglesia St. John the Apostle en North Richland Hills, Texas .
En 2002, fue nombrado párroco de cuatro parroquias en la zona rural de Texas.
- Santa María en Henrietta
- San Jerónimo en Bowie
- San Guillermo en Montague
- San José en Nocona

En 2008, fue nombrado vicario general de la diócesis mientras también se desempeñaba como párroco de la parroquia St. Peter the Apostle en Fort Worth.  En 2012, fue nombrado moderador de la curia y administrador parroquial de la Parroquia del Santo Nombre de Jesús en Fort Worth.  En diciembre de 2012, fue elegido administrador diocesano sede vacante por la junta diocesana de consultores.

## Episcopado

### Obispo de Pueblo
El 15 de enero de 2014, el papa Francisco lo nombró obispo de Pueblo.  Fue consagrado el 27 de febrero de 2014 por el arzobispo Samuel Aquila. El obispo Charron y el obispo Michael Sheridan fueron los principales co-consagradores.  La liturgia se llevó a cabo en el Memorial Hall en Pueblo, Colorado.
El 10 de agosto de 2021, Berg y otros obispos de Colorado firmaron una carta en la que se oponían a las vacunas obligatorias contra el COVID-19 para empleados gubernamentales y de empresas.